# Manolo Márquez
Manuel Márquez Roca, plus connu comme Manolo Márquez, né le 7 septembre 1968 à Barcelone, est un ancien joueur espagnol de football reconverti en entraîneur.

## Biographie
Manolo Márquez joue au CF Badalona et à Horta dans les années 1990. Il arrête de jouer à l'âge de 28 ans.
Dès l'âge de 19 ans, il entraîne une équipe de collégiens.
Il travaille pendant deux ans au football formateur du CF Badalona. Il entraîne le PB Anguera (02/03), El Prat (03/06, en D3), CE Europa (06/07, D3) et de nouveau El Prat (07/09). 
En 2011, il signe avec le CF Badalona et est désigné meilleur entraîneur de la Segunda División B lors de ses deux saisons avec Badalone.
Lors de la saison 2013-2014, il entraîne l'équipe réserve du RCD Espanyol.
En 2016, il devient entraîneur de l'équipe réserve de l'UD Las Palmas. Il parvient à faire monter l'équipe en Segunda División B dès sa première saison.
En juillet 2017, à la suite du départ de Quique Setién, il devient entraîneur de l'équipe première qui joue en première division. Il démissionne le 26 septembre 2017 après seulement six journées de championnat. Il est remplacé par Pako Ayestarán.

### Liens familiaux
Son grand-père était le président du Real Club Victoria, un des cinq clubs qui donnèrent naissance à l'UD Las Palmas.